# Hazlo por mí
Hazlo por mi es una película española de 1997 dirigida por Ángel Fernández Santos. El largometraje está protagonizado por Cayetana Guillén Cuervo, Carlos Hipólito, Nancho Novo, Eulalia Ramón, Txema Blasco, Concha Leza y José Velázquez.

## Argumento
La película muestra como la protagonista, Isabel, utiliza la seducción, el erotismo, la mentira y la venganza para conseguir lo que quiere.

## Reparto
- Isabel- Cayetana Guillén Cuervo
- Andrés- Carlos Hipólito
- Reina- Nancho Novo
- Nuria- Eulalia Ramón
- Antonio Robles- Txema Blasco
- Lola Robles- Concha Leza
- David- José Velázquez

## Premios
- Primer premio a la mejor interpretación femenina para Cayetana Guillén Cuervo en la 18º Muestra Internacional de Valencia-Cinema del Mediterrani.[5]
- Premio mejor director revelación para Ángel Fernández Santos en la 27º Semana Internacional de Cine Naval y del Mar (Cartagena, España).